# Félix Guiller
Félix Guiller, né le 10 novembre 1901 à Campbon (Loire-Atlantique), mort le 10 juin 1963 à Saint-Gildas-des-Bois, est un ecclésiastique français, évêque de Pamiers de 1947 à 1961.

## Biographie
Fils de Félix François Joseph Marie Victor Guiller et de Jeanne Eulalie Marie Frétaud, il est ordonné prêtre à Nantes le 27 juillet 1928 après avoir fréquenté les séminaires diocésains. Il obtient une licence ès lettres à l'Université catholique d’Angers et devient professeur au Lycée externat des Enfants-Nantais en octobre 1930.
En 1936, il est nommé vicaire à la paroisse Saint-Georges-des-Batignolles à Nantes. En janvier 1939 et durant toute la guerre, il est supérieur de l'Externat des Enfants-Nantais, puis, en mai 1946, vicaire général et directeur de l'enseignement catholique diocésain.
Il est sacré évêque de Pamiers le 21 novembre 1947 par Jean Villepelet, évêque de Nantes, assisté par Paul Richaud, évêque de Laval, et Antoine-Marie Cazaux, évêque de Luçon.
Il est nommé évêque de Versailles par sa hiérarchie en février 1953 mais, récusé par le gouvernement, renonce à cette nomination et reste au siège de Pamiers.
Le 10 avril 1961, il démissionne de son siège pour raisons de santé et reçoit le jour même le titre d'évêque titulaire d'Antioche-du-Méandre (de). Il se retire alors à la maison-mère des Sœurs de l'instruction chrétienne de Saint-Gildas-des-Bois. Il y décède le 10 juin 1963 et est fait aussitôt évêque émérite de Pamiers.